# Haby Niaré
Haby Niaré (ur. 26 czerwca 1993 w Mantes-la-Jolie) – francuska zawodniczka taekwondo, wicemistrzyni olimpijska, mistrzyni świata i Europy.
W 2010 roku zdobyła tytuł mistrzyni Europy podczas rozgrywanych w Petersburgu Mistrzostw Europy 2010.
W meksykańskim Puebla podczas rozgrywanych w 2013 roku Mistrzostw Świata sięgnęła po złoty medal w kategorii do 67 kg.
W trakcie Letnich Igrzysk Olimpijskich 2016 w Rio de Janeiro sięga po srebrny medal, przegrywając w finale z Koreanką Oh Hye-ri.